# 燕澄
燕澄（1473年—？年），字憲清，直隶真定府真定縣人，明朝政治人物。

## 生平
治《易經》，行二，由國子生中式順天府鄉試第四十六名舉人，年三十六歲中式正德三年（1508年）戊辰科會試第三百三十五名，第三甲第一百六十六名進士。官山东道监察御史，正德九年（1514年）巡按陕西。十年四月官员考察，以才力不及降调。正德十六年（1521年）由章丘縣知縣升寧海州知州。

## 家族
曾祖燕尚。祖父燕恕，吏目。父燕雲。母趙氏。慈侍下。兄燕銘。